# بيزي بيلي
بيزي بيلي (بالإنجليزية: Beezy Bailey)‏ (ولدت في 21 يوليو 1962 في جوهانسبرغ، جنوب أفريقيا) هي فنانة من جنوب أفريقيا تعمل في وسائل الإعلام المختلفة، بما في ذلك الرسمو النحت والتصوير وفن صناعة الخزف.وهي متفرغة للفن منذ 30 عامًا، مع أكثر من 20 عرضًا فرديًا في لندن وجوهانسبرغ وكيب تاون بالإضافة إلى العديد من العروض الجماعية حول العالم.
حصلت على شهادة في الفنون الجميلة من مدرسة بايام شو للفنون (Byam Shaw School of Art) في لندن عام 1986 ، بعد أن درست سنتين في رسم الاشكال الحية، وتلات سنوات في فن التصوير الطباعي والرسم والنحت.
لدى بيلي تاريخ من التعاون الوثيق مع فنانين آخرين - و أشهر الموسيقيين. وقد قامت بالعمل مع ديفيد بوي ، بريان إينو ، ديف ماثيوز وأرنو كارستنز. وبالإضافة إلى ذلك، عملت مع المصورين آدم ليتش وزويليثو متهيثوا  والنحات كوكس مالغاس. في عام 1985 و قبل الحصول على شهادته لها،
عملت بيلي بالتعاون مع الفنان البريطاني الشاب، لينّي لي، حيث عملت على ابتكار تماثيل في مستودع فارغ في شرق لندن ،في المملكة المتحدة. تم تمثيل أعمال بيلي في العديد من المجموعات الفنية، بما في ذلك مجموعة ديفيد بوي للفنون.
بيزي بيلي متزوجة ولديها طفلان وتعيش متنقلة في كيب تاون ولندن.

## وصلات خارجية
- Beezy Bailey's official website
- Report on 'Art for Africa' auction at Sotheby's
- Short bio of Beezy Bailey نسخة محفوظة 12 مايو 2006 على موقع واي باك مشين.
- Beezy Bailey at the Everard Read Gallery